# Jim Jordan (amerykański polityk)
Jim Jordan, właśc. James D. Jordan (ur. 17 lutego 1964) – amerykański polityk, członek Partii Republikańskiej. Od 2007 roku jest przedstawicielem czwartego okręgu wyborczego w stanie Ohio do Izby Reprezentantów Stanów Zjednoczonych.

## Biografia
Wychował się w hrabstwie Champaign, w stanie Ohio, gdzie ukończył szkołę średnią w 1982 roku. W tym czasie został czterokrotnym mistrzem stanu w zapasach. Zdobył tytuł licencjata ekonomii na Uniwersytecie Wisconsin, gdzie został dwukrotnym mistrzem NCAA w zapasach. Później uzyskał tytuł magistra pedagogiki na Ohio State University, oraz tytuł magistra prawa na Capital University w Columbus.
W 1985 roku wygrał ostateczną walkę NCAA z przyszłym mistrzem olimpijskim Johnem Smithem.
Jordan został po raz pierwszy wybrany do Kongresu stanu Ohio w 1994 roku, gdzie służył przez trzy kadencje. W 2000 roku został wybrany do Senatu stanu Ohio. Od 2007 roku zasiada w Kongresie Stanów Zjednoczonych.
Na 114. Kongresie kongresman Jordan pomógł założyć klub konserwatywny – House Freedom Caucus i był jego pierwszym przewodniczącym.
W 2022 roku dziewiąty raz z rzędu został wybrany do Kongresu USA, aby reprezentować 4. okręg stanu Ohio. Pokonał demokratyczną przeciwniczkę Tamie Wilson, stosunkiem 69,3% do 30,7% głosów.

## Poglądy
Znany jako jeden z najbardziej konserwatywnych członków Kongresu, walczący z podwyżkami podatków, a także zdeklarowany przeciwnik aborcji, mówiący, że popiera zachowanie „świętości małżeństwa i rodziny”.
Zagorzały zwolennik byłego prezydenta Donalda Trumpa, przez którego w 2021 roku został odznaczony Prezydenckim Medalem Wolności.

## Życie osobiste
Jest żonaty z Polly, z którą mają czworo dzieci. Jest ewangelikalnym chrześcijaninem.